# Валмир Нафиу
Валмир Нафиу (на албански: Valmir Nafiu) е северномакедонски футболист от албански произход, роден на 23 април 1994 г. в Тетово. Играе като полузащитник или нападател.

## Клубна кариера
На шестнадесетгодишна възраст Нафиу попада в първия отбор на Шкендия и още през същия сезон печели титлата в Първа македонска футболна лига и Суперкупата на страната. След края на сезона постига договорка с Базел, но тъй като още няма навършени 18 години не подписва договор и остава още един сезон в Шкендия. За юношите старша възраст на Базел изиграва приятелски мачове и мачове от турнира NextGen Series. Когато навършва 18 години, Нафиу подписва договор с Базел, но няколко месеца по-късно напуска в посока Хамбургер без изигран мач за първия отбор. В Германия първоначално играе за дублиращия отбор в Регионална лига Север, а от сезон 2013/2014 става част от първия отбор, тъй като достига възрастовата граница, над която играч от държава извън Европейския съюз няма право да се състезава за дублиращия отбор. През този сезон попада в групата за няколко от мачовете на А отбора, но без да влезе в игра. Дебютира на 25 октомври 2014 г. срещу Херта.

## Успехи
- Шампион на Република Македония (1):
  - 2011 (Шкендия)
- Суперкупа на Република Македония (1):
  - 2011 (Шкендия)